# Luhansk
Luhansk (ukrajinsky Луганськ [luhans’k]) či Lugansk (rusky Луганск) je město ležící na východní Ukrajině na soutoku řek Vilchivka a Luhanka, které se nedaleko vlévají do Severního Doňce. Luhansk je administrativním centrem průmyslové Luhanské oblasti a zároveň nejvýchodnějším oblastním centrem Ukrajiny.
Město je druhým největším sídlem Donbasu a centrem 700tisícové aglomerace. Počet obyvatel samotného města v roce 2005 byl 453 000. V 90. letech se pohyboval okolo půlmilionové hranice, avšak poté s útlumem průmyslu a v důsledku válečných událostí od roku 2014, spojených s útěkem lidí do bezpečí, značně poklesl.
28. dubna 2014 byla v Luhansku vyhlášena mezinárodně neuznávaná lidová republika. Od dubna 2014 je ovládán okupační správou Ruské federace v okupovaných oblastech Luhanské oblasti přes Luhanskou lidovou republiku.
Luhansk je Nejvyšší radou Ukrajiny zařazen do seznamu měst z dočasně okupovaného území. 

## Název a dějiny
Historie města sahá do roku 1795, kdy zde britský průmyslník Charles Gascoigne založil železárny. Luhansk získal status města v roce 1882. Pro svou polohu se stal důležitým průmyslovým centrem východní Evropy, významným odvětvím se stala výroba lokomotiv.
Město bylo v letech 1935–1958 a dále v letech 1970–1990 pojmenováno Vorošilovgrad/Vorošylovhrad (Ворошиловград) podle sovětského důstojníka a politika Klimenta Vorošilova, který odsud pocházel. V roce 2006 byl ohlášen nález eneolitického pohřebiště a svatyně, která byla používána ještě v době bronzové a která díky svému pyramidálnímu tvaru vyvolala nejrůznější spekulace o kultuře, která zde sídlila ve 4. tisíciletí př. n. l.

## Současnost
Luhansk je průmyslové město a jedno z hlavních center strojírenství v zemi. Nachází se zde lokomotivka Luhanskyj teplovozobudivnyj zavod, jež zaměstnává přes 7000 osob; motorové i elektrické lokomotivy vyrobené v Luhansku jezdí po území celého bývalého Sovětského svazu.[zdroj?] Funguje zde několik vysokých škol. Ve městě je zavedena tramvajová (1934) a trolejbusová doprava (1962), velkou část výkonů převzaly v poslední době maršrutky. Luhansk leží na hlavní trati spojující Donbas s jihozápadním Ruskem.

### Obyvatelstvo
Při sčítání lidu v roce 2001 udala téměř polovina obyvatel města ukrajinskou národnost (49,6%), zatímco k ruské národnosti se přihlásilo 47% obyvatel. Jako svůj mateřský jazyk však udala většina obyvatel Luhanska ruštinu, a to 85,3%, jen 13,7 % ukrajinštinu. Počty mluvčích jiných jazyků byly podstatně menší, arménsky hovoří 0,2% a bělorusky 0,1% obyvatel.

### Ukrajinská krize
Během ukrajinské krize docházelo na jihovýchodě Ukrajiny k proruským demonstracím a v Donbasu vypuklo ozbrojené povstání organizované Ruskem a podpořené ruskou armádou. Byly zde vyhlášeny nikým neuznané (s výjimkou Ruska od roku 2022) entity Luhanská lidová republika (LLR) a Doněcká lidová republika (DLR), fakticky řízené Ruskem. Město Luhansk je hlavním městem takzvané LLR.[zdroj?]

## Slavní rodáci
- Vasilij Bubka (* 1960), sovětský šampión ve skoku o tyči
- Sergej Bubka (* 1963), sovětský a posléze ukrajinský šampión ve skoku o tyči, olympijský vítěz
- Vladimir Dal (1801–1872), ruský lexikograf
- Taťjana Sněžina (1972–1995), ruská zpěvačka a hudební skladatelka
- Fjodor Jemeljaněnko (* 1976), zápasník
- Andrij Serdinov (* 1982), ukrajinský plavec